# جيا لونغ
جيا لونغ (بالفيتنامية: Gia Long)‏ هو عاهل فيتنامي، ولد في 8 فبراير 1762 في هوي (مدينة) في فيتنام، وتوفي بنفس المكان في 3 فبراير 1820.
كان ابن أخ نجون آخر سيد حكم نجوين الذي حكم جنوب فيتنام، قد أُجبر نجوين آن على الاختباء في عام 1777 عندما كان يبلغ من العمر خمسة عشر عامًا عندما قُتلت عائلته في ثورة تاي سين. بعد العديد من التغييرات في الثروة التي استعاد فيها الموالون له وخسر سايغون مرة أخرى، أصبح صديقًا للكاهن الكاثوليكي الفرنسي Pigneau de Behaine. دافع Pigneau عن قضيته للحكومة الفرنسية - وتمكن من تجنيد المتطوعين عندما سقط هذا - لمساعدة نغوين آنه على استعادة العرش. من عام 1789، كان نغوين آن مرة أخرى في الصعود وبدأ مسيرته شمالًا لهزيمة Tây Sơn ، ووصل إلى الحدود مع الصين بحلول عام 1802، والتي كانت في السابق تحت سيطرة أمراء Trịnh. بعد هزيمته، نجح في إعادة توحيد فيتنام بعد قرون من الحرب الإقطاعية الداخلية، مع كتلة أرض أكبر من أي وقت مضى، ويمتد من الصين وصولاً إلى خليج سيام.
تمت الإشارة إلى حكم جيا لونج بسبب العقيدة الكونفوشيوسية. تغلب على تمرد Tân Sơn وأعاد نظام التعليم والخدمة المدنية المدنية الكونفوشيوسية الكلاسيكي. قام بنقل العاصمة من هانوي جنوبًا إلى هوو حيث تحول سكان البلاد أيضًا جنوبًا عبر القرون السابقة، وبنوا قلاعًا وقصرًا في عاصمته الجديدة. باستخدام الخبرة الفرنسية، قام بتحديث قدرات فيتنام الدفاعية. احتراما لمساعدة أصدقائه الفرنسيين، كان يتسامح مع أنشطة المبشرين الكاثوليك الرومان، الأمر الذي أصبح مقيدًا بشكل متزايد في عهد خلفائه. في ظل حكمه، عززت فيتنام هيمنتها العسكرية في الهند الصينية، وطردت القوات السيامية من كمبوديا وحولتها إلى دولة تابعة

## السنوات الأولى
ولد في 8 فبراير 1762، كما كان له اسمان آخران في طفولته: نغوين Phủc Chủng (阮 福 種) و Nguyễn Phúc Noãn (阮 福). ] كان نغوين آن الابن الثالث لنغوين فيك لون ونغوين ثون. كان لوان الابن الثاني للورد نغوين فيك خوات من جنوب فيتنام، وكان الابن الأول قد سبق أن توفي الرب الحالي. هناك روايات مختلفة عن الابن الذي خلفه وفقًا لأحد النظريات، كان لوين هو الوريث المعين، لكن ماندرين رفيع المستوى يدعى Trương Phúc Loan غيّر رغبة خوات في الخلافة على فراش موته، وقام بتثبيت شقيق Luan الأصغر نغوين Phc Thuần - الذي كان الابن السادس عشر - على العرش في عام 1765 تم سجن لوان وتوفي في عام 1765، وهو نفس العام الذي تم فيه تثبيت ثوان. ومع ذلك، يدعي المؤرخ شوي بيونغ ووك أن فكرة أن لوين كان الوريث المعين تستند إلى الحقيقة ولكن تم نشرها من قبل المؤرخين من سلالة نجوين في القرن التاسع عشر بعد أن أخذ نغوين آن العرش كجيا لونغ لإثبات شرعية الإمبراطور. طبقًا لتشوي، فقد اختار اللورد خوات في الأصل الابن التاسع، الذي توفي بعد ذلك، تاركًا قرض لتثبيت اللورد ثون. في ذلك الوقت، كان البديل هو الابن الأكبر للابن التاسع، نغوين Phươc D ،ng ، الذي حاولت جماعات المعارضة في وقت لاحق دون جدوى إقناعه بالانضمام إليهم كرئيس شخصية لإضفاء الشرعية. في عام 1775، أجبر Thuan على تقاسم السلطة مع Dương من قبل القادة العسكريين الذين دعموا نغوين. في هذا الوقت، كان نغوين آنه قاصرًا في الأسرة ولم يكن لديه أي دعم سياسي بين سماسرة السلطة في المحكمة.
ومع ذلك، فقد فقد ثوان منصبه كسيد لجنوب فيتنام وقُتل - إلى جانب دوونج - خلال تمرد تاي سين بقيادة الإخوة نغوين نيتش ونغوين هيو ونغوين لو في عام 1777. كان نجوين آنه أكبر عضو في العائلة الحاكمة التي نجت من انتصار تاي سين، الذي دفع نغوين من قلبهم في وسط فيتنام، جنوبًا نحو سايجون وإلى منطقة دلتا ميكونج في أقصى الجنوب. غير هذا التحول في الأحداث طبيعة التسلسل الهرمي للسلطة نغوين؛ كانت العائلة والزعيم الأول نغوين هوانغ قد أتوا في الأصل من مقاطعة ثانه هوا في شمال فيتنام، وهذا هو المكان الذي استمدت منه معظم تراث قيادتهم العسكرية والمدنية العليا، ولكن كنتيجة للنجاحات الأولية التي حققها تاي سين، فإن الكثير من هذا العمر تم تدمير قاعدة القوة، واضطر نغوين آنه إلى إعادة بناء شبكة الدعم الخاصة به بين الجنوبيين، الذين أصبحوا فيما بعد جوهر النظام عندما تم تأسيس أسرة نغوين.
تم إيواء نجوين آنه من قِبل قس كاثوليكي بول نغي (فالو هو فن نغو) في روش جيا. في وقت لاحق، هرب إلى ها تيان في الطرف الجنوبي الساحلي لفيتنام، حيث التقى ببيينو دي بهين، كاهن فرنسي أصبح مستشارًا له ولعب دورًا رئيسيًا في صعوده إلى السلطة. بعد تلقي معلومات من بول نغي، تجنب بينيو جيش تاي سون في كمبوديا، وعاد لمساعدة نغوين آنه. اختبأوا في الغابة لتفادي ملاحقة جيش تاي سون. معا، هربوا إلى جزيرة بولو بانجانغ في خليج سيام. أعرب Pigneau عن أمله في أن يلعب دورًا كبيرًا في فوز نغوين آنه، وسيكون في وضع يتيح له تقديم تنازلات مهمة للكنيسة الكاثوليكية في فيتنام، مما يساعد على توسيعها في جنوب شرق آسيا.

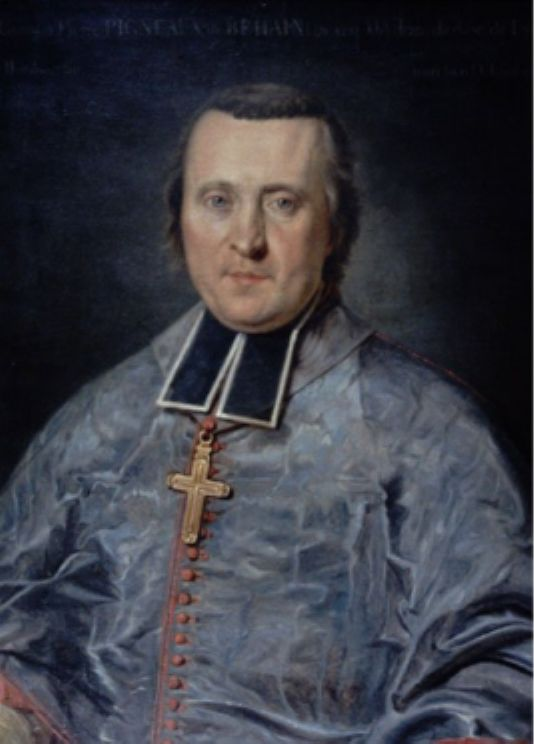
Pigneau de Behaine ، الكاهن الفرنسي الذي جند جيوشًا لنجوين أونه أثناء الحرب ضد Tây Sơn.

في أواخر عام 1777، غادر الجزء الرئيسي من جيش Tây Sơn Saigon للذهاب شمالًا ومهاجمة أمراء Trịnh ، الذين حكموا النصف الآخر من فيتنام. عاد نغوين stnh خلسة إلى البر الرئيسي، وانضم إلى مؤيديه واستعاد المدينة. وقد ساعده بشكل كبير جهود Do Thanh Nhon ، القائد البارز في نغوين اللورد الذي نظم جيشًا له، والذي استكمله مرتزقة كمبوديون وقراصنة صينيون. في العام التالي، طرد نون مزيدًا من قوات تاي سين من مقاطعة جيا دينه المحيطة، وألحق خسائر فادحة في أسطول تاي سين البحري. الاستفادة من الوضع الأكثر ملاءمة، أرسل نغوين Ánh بعثة دبلوماسية إلى سيام لاقتراح معاهدة الصداقة. ومع ذلك، فقد خرج هذا الاتفاق عن مساره في عام 1779 عندما قام الكمبوديون بانتفاضة ضد زعيمهم المؤيد للسياميين Ang Non. أرسل Nguy Nn tonh Nhon للمساعدة في الانتفاضة، التي رأيت أنج نون يهزم بشكل حاسم وتم إعدامه.
عاد Nhon إلى سايغون بشرف كبير وركز جهوده على تحسين البحرية Nguyễn. في عام 1780، في محاولة لتعزيز وضعه السياسي، أعلن نغوين آنه نفسه نغوين فنغ (ملك نغوين أو حاكم نغوين في الفيتنامية)، بدعم من جيش نون دونج سون. ثم، في عام 1781، أرسل نغوين forcesnh المزيد من القوات لدعم النظام الكمبودي ضد الجيوش السيامية التي أرادت تأكيد سيطرتها. [13] [27] بعد ذلك بوقت قصير، قتل نغوين آنه نون بوحشية. لا يزال السبب غير واضح، لكن تم افتراض أنه فعل ذلك لأن شهرة نون والنجاح العسكري كانا يحجبانه. في ذلك الوقت، كانت نون تتمتع بسلطة كبيرة، إن لم تكن مهيمنة، وراء الكواليس. وفقًا لسجلات Nguyễn Dynasty اللاحقة، شملت صلاحيات Nhon سلطة تحديد من الذي سيحصل على عقوبة الإعدام، وتخصيص نفقات الميزانية. رفض نون أيضًا تخصيص أي أموال للإنفاق الملكي، وورد أنه هو ورجاله تصرفوا بطريقة كاشفة وغير محترمة لنغوين آنه.
يقال إن الإخوان تاي سين اندلعوا في الاحتفال عند سماعهم بإعدام نون، حيث كان نون ضابط نغوين الذي كانوا يخشونه أكثر من غيرهم. تمردت أجزاء كبيرة من أنصار نون، وأضعفت جيش نغوين، وخلال أشهر قليلة، استعاد تاي سين سايجون بشكل أساسي على ظهر القنابل البحرية. اضطر نغوين آنه إلى الفرار إلى ها تيان، ثم إلى جزيرة فو كوك. وفي الوقت نفسه، استمرت بعض قواته في المقاومة في غيابه. في حين أن مقتل نون أضعف نغوين آنه على المدى القصير، حيث انفصل العديد من الجنوبيين الذين كانوا موالين شخصياً لنهون وهاجموا هجمة مضادة، سمح أيضًا لنغوين أون بالحصول على الحكم الذاتي ثم اتخاذ خطوات نحو ممارسة السيطرة المباشرة على القوات المحلية المتبقية من دونج سون الذين كانوا على استعداد للعمل معه. استفاد نغوين آنه أيضًا من دعم تشاو فان تيب، الذي كان له قاعدة سلطة في المرتفعات الوسطى بين معاقل نجوين وتاي سين.
في أكتوبر 1782، تحول المد مرة أخرى، عندما قامت القوات بقيادة نجوين فيك مان، الشقيق الأصغر لنغوين آن، وتشاو فان تيب بطرد تاي سين من سايجون. عاد Nguy ton Ánh إلى سايغون، كما فعل Pigneau [31] وكان التماسك ضعيفًا، والهجوم المضاد من قبل Tây Sơn في أوائل 1783 شهد هزيمة ثقيلة أمام Nguyễn ، مع مقتل Nguyen Man في المعركة. هرب نغوين آنه مرة أخرى إلى فو كوك، ولكن هذه المرة تم اكتشاف مكان اختبائه. تمكن من الفرار من أسطول Tây Sơn الملاحق إلى جزيرة Koh-rong في خليج Kompongsom. مرة أخرى، تم اكتشاف مخبأه وطوقه بواسطة أسطول المتمردين. ومع ذلك، ضرب إعصار المنطقة، وتمكن من كسر الحصار البحري والهروب إلى جزيرة أخرى وسط الارتباك. [28] في أوائل عام 1784، ذهب نجوين آنه لطلب المساعدة من سيامي، والذي كان وشيكًا، لكن الرجال الإضافيين البالغ عددهم 20 ألفًا فشلوا في إضعاف قبضة تاي سين على السلطة. وقد أجبر هذا Nguyễn Ánh على أن يصبح لاجئًا في Siam في عام 1785. ومما زاد الطين بلة، داهم Tây Sơn بانتظام مناطق زراعة الأرز في الجنوب خلال موسم الحصاد، وحرم Nguyễn من إمدادات الغذاء. توصل نجوين آنه في النهاية إلى أن استخدام المساعدات العسكرية لسيامي سيولد رد فعل عنيف بين السكان، بسبب العداء الفيتنامي السائد تجاه سيام.

## بي نو والمساعدة الفرنسية

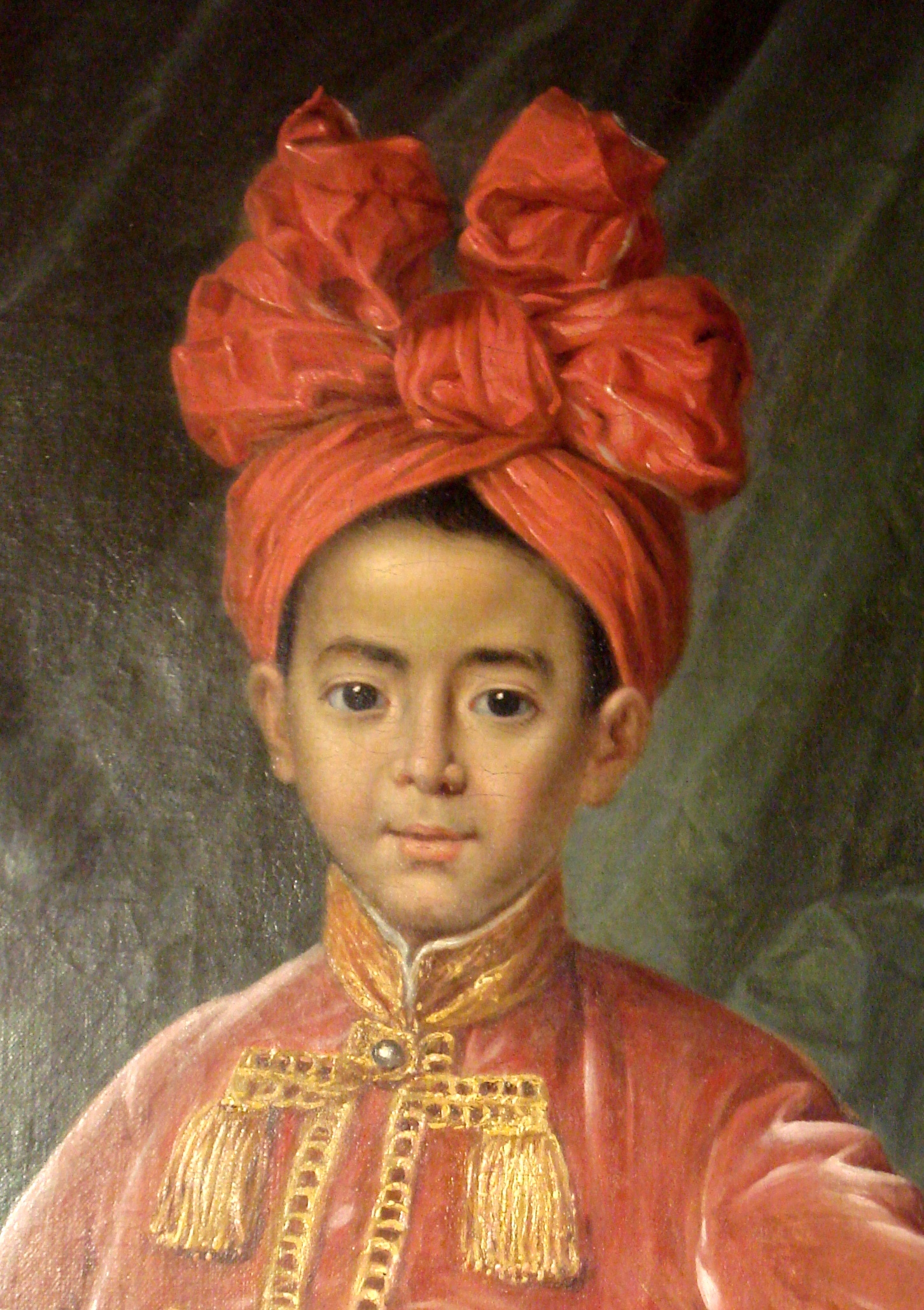
صورة للأمير كين ، الابن الأكبر لجيا لونغ ، 1787

بعد أن خسره موقفه، طلب نغوين آن من بينيو طلب المساعدة الفرنسية، وسمح لبيجنو بأخذ ابنه نغوين فونك معه كعلامة على حسن النية. جاء هذا بعد أن فكر نجوين آن في تجنيد مساعدة الإنجليزية والهولندية والبرتغالية والإسبانية. [40] نصح Pigneau ضد خطة Nguyễn Ánh الأصلية لطلب المساعدة الهولندية من Batavia ، خوفًا من أن دعم الهولنديين البروتستانت سيعيق تقدم الكاثوليكية. غادر بينيو فيتنام في ديسمبر / كانون الأول، ووصل إلى بونديشيري، الهند في فبراير 1785 مع ختم نغوين آنه الملكي. سمح له نغوين آنه بتقديم تنازلات إلى فرنسا مقابل الحصول على مساعدة عسكرية. كانت الإدارة الفرنسية في بونديشيري، برئاسة حاكم بالنيابة كوتينكو دي أليغرينز، محافظة في النظرة وعارضت التدخل بحزم في جنوب فيتنام. لتفاقم الوضع المعقد بالفعل، تم استنكار Pigneau من قبل الفرنسيسكان الإسبان في الفاتيكان، وسعى إلى نقل ولايته السياسية إلى القوات البرتغالية. عرض البرتغاليون في وقت سابق على Nguy shipsn Ánh 56 سفينة لاستخدامها ضد Tây Sơn.
في يوليو 1786، بعد أكثر من 12 شهرًا من الضغط غير المثمر في بونديشيري، سمح الحاكم دي كوسيني لبيجنو بالسفر إلى فرنسا لطلب المساعدة مباشرة من الديوان الملكي. عند وصوله إلى ملعب لويس السادس عشر في فرساي في فبراير 1787، واجه Pigneau صعوبة في جمع الدعم لبعثة فرنسية دعما لنغوين آنه. كان هذا بسبب الحالة المالية المحفوفة بالمخاطر في البلاد قبل الثورة الفرنسية. Pigneau كان مدعومًا من قبل Pierre Poivre ، الذي شارك سابقًا في البحث عن المصالح التجارية الفرنسية في فيتنام. وقال بينيو للمحكمة إنه إذا استثمرت فرنسا في نغوين أون وحصلت على عدد قليل من المواقع المحصنة على الساحل الفيتنامي في المقابل، سيكون لديهم القدرة على «السيطرة على بحار الصين والأرخبيل»، ومعها السيطرة على آسيا التجارة. في نوفمبر 1787، أبرمت معاهدة تحالف بين فرنسا وكوشينشينا - المصطلح الأوروبي لجنوب فيتنام - باسم نغوين آنه. وقع بينيو المعاهدة بصفتها «المفوض الملكي لفرنسا في كوشينشينا». وعدت فرنسا بأربع فرقاطات، و 1650 جنديًا فرنسيًا مجهزًا بالكامل و 250 من الجنود الهنود في مقابل التنازل عن بولو كوندور وتوران (دا نانغ)، وكذلك تجارة الأشجار لاستبعاد جميع البلدان الأخرى. ومع ذلك، لم يتم تضمين حرية نشر المسيحية. ومع ذلك، وجد Pigneau أن حاكم توماس كونواي من بونديشيري لم يكن راغبًا في الوفاء بالاتفاقية؛ تلقى كونواي تعليمات من باريس لتحديد موعد تنظيم المساعدة، على كل حال. وهكذا اضطر Pigneau إلى استخدام الأموال التي تم جمعها في فرنسا لتجنيد المتطوعين والمرتزقة الفرنسيين. كما تمكن من شراء عدة شحنات من الأسلحة والذخائر من موريشيوس وبونديشيري.
وفي الوقت نفسه، رحب البلاط الملكي في سيام في بانكوك، [الملاحظة 4] في عهد الملك راما الأول [الملاحظة 5] بحرارة نغوين آنه. سمح للاجئين الفيتناميين ببناء قرية صغيرة بين Samsen و Bangpho ، وسميتها Long-kỳ (التايلاندية: Lat Tonpho). [34] بقي innh في سيام مع فرقة من القوات حتى أغسطس 1787. خدم جنوده في حرب سيام ضد Bodawpaya من بورما (1785-1786). في 18 كانون الأول / ديسمبر 1786، وقع نغوين آنه معاهدة تحالف مع البرتغاليين في بانكوك. في العام التالي، جاء أنطونيو (An Tôn Lỗi)، وهو برتغالي من جوا، إلى بانكوك، وجلب الجنود الغربيين والسفن الحربية إلى أينه. هذا جعل سيامي بالاشمئزاز. hadnh كان لرفض المساعدات من البرتغالية. ولكن بعد هذا الحادث، لم يعد trustednh يثق به من قبل السياميين.

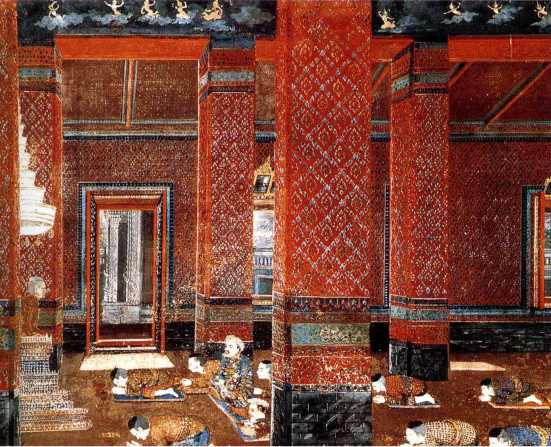
لوحة لنغوين آنه في جمهور مع الملك راما الأول في فرا ثينانغ أمارين وينيتشاي ، بانكوك ، 1782.

بعد أن سيطروا على جنوب فيتنام، قرر تاي سين التحرك شمالًا لتوحيد البلاد. ومع ذلك، فإن انسحاب القوات من حامية جيا دينه أضعفتهم في الجنوب. وقد تضاعف هذا من خلال التقارير التي تفيد بأن نجوين نيتش تعرض للهجوم بالقرب من كوي نهون من قِبل شقيقه نغوين هوي ، وأنه تم إجلاء المزيد من قوات تاي سين من جيا دينه من قبل قائدهم دانغ فان تران من أجل مساعدة نجوين نان. مستشعرًا ضعف تاي سين في الجنوب ، قام نجوين أون بتجميع قواته في الداخل والخارج استعدادًا لهجوم فوري.
غادر سرا صيام في الليل ، وترك رسالة في منزله ، قرر التوجه إلى جنوب فيتنام على متن قارب.كان اللاجئون الفيتناميون يستعدون للمغادرة ، وسمع الناس بالقرب من ذلك وأخبروه بفرايا فراكلانج. قام فرايا فراكلانغ بإبلاغ الملك راما الأول والقصر الأمامي مها سورا سينجانات [ملاحظة 6] سورا سينجانات كانت غاضبة للغاية ، وقام بمطاردتهما شخصيًا. عند الفجر ، شاهدت سورة سينجانات زورق أونه عند مصب الخليج. أخيرًا ، هرب الفيتناميون بنجاح. وصل atnh إلى Hà Tiên ثم إلى Long Xuyên (Cà Mau)، لكنه فشل في محاولته الأولى لاستعادة جيا دينه ، بعد أن فشل في إقناع أمير الحرب المحلي في دلتا نهر الميكونج ، Vo Tanh للانضمام إلى هجومه . في العام التالي ، نجح نجوين tonh في إقناع تانه بالانضمام ، بعد أن أعطى أخته لأمير الحرب بمثابة محظية. في النهاية نجح في أخذ Mỹ Tho ، وجعلها نقطة الانطلاق الرئيسية لعملياته ، وإعادة بناء جيشه. بعد معركة ضارية ، استولى جنوده على سايغون في 7 سبتمبر 1788.في نهاية المطاف ، جمع بينيو أربع سفن للإبحار إلى فيتنام من بونديشيري ، ووصل إلى سايغون في 24 يوليو 1789. ساعدت القوات المشتركة في توطيد قبضة نغوين آنه على جنوب فيتنام. إن الحجم الدقيق للمساعدات الخارجية وأهمية مساهمتها في نجاح جيا لونج هو موضع خلاف. أكد العلماء في وقت سابق أن هناك ما يصل إلى 400 فرنسي مجندين ، ولكن العمل الأكثر حداثة ادعى أن أقل من 100 جندي كانوا حاضرين ، إلى جانب ما يقرب من عشرة ضباط.

## توحيد جنوب فيتنام
بعد أكثر من عقد من المعركة ، تمكن نجوين أون أخيرًا من السيطرة على سايغون لفترة طويلة بما يكفي لإتاحة الوقت لبدء قاعدة دائمة في المنطقة ، والاستعداد لبناء صراع حاسم على السلطة مع تاي سين. بدأت المنطقة المحيطة سايجون ، والمعروفة باسم جيا دينه ، يشار إليها باسم منطقتها ، لأن وجود نغوين آنه أصبح راسخًا ، وميز المنطقة وربطها بقاعدة سياسية. تمكن جيش نغوين آنه من الاستقرار هناك ، وتمت إعادة إنشاء الخدمة المدنية. [60] وفقا للمؤرخ كيث تايلور ، كانت هذه هي المرة الأولى التي يتم فيها دمج الثلث الجنوبي لفيتنام «كمنطقة قادرة على المشاركة بنجاح في الحرب والسياسة بين المتحدثين الفيتناميين»، والتي يمكن أن «تتنافس على الصعود مع جميع الأماكن الأخرى التي يسكنها الناطقين باللغة الفيتنامية». [60] تم إنشاء مجلس لكبار المسؤولين يتألف من مسؤولين عسكريين ومدنيين في عام 1788، وكذلك نظام تحصيل الضرائب. في نفس العام ، صدرت لوائح لإجبار نصف السكان الذكور في جيا دينه على العمل كمجندين ، وبعد عامين ، بدأ نظام من المستعمرات العسكرية يدعم قاعدة دعم نغوين في جميع الجماعات العرقية ، بما في ذلك الخميرية العرقية والصينية. [61]
ساعد الضباط الفرنسيون الذين تم تجنيدهم من قبل Pigneau في تدريب القوات المسلحة لنغوين آنه وقدموا الخبرة التكنولوجية الغربية إلى المجهود الحربي. تم تدريب البحرية من قبل جان ماري دايو ، الذي أشرف على بناء السفن البحرية المطلية بالبرونز. كان أوليفر دي بويمانيل مسؤولاً عن تدريب الجيش وبناء التحصينات. قام بتعليم القوات أساليب مختلفة لتصنيع واستخدام المدفعية على النمط الأوروبي وقدم تشكيلات المشاة الأوروبية والتكتيكات. عمل بينيو وغيره من المبشرين كعملاء تجاريين لنغوين آنه ، حيث قاموا بشراء الذخيرة وغيرها من الإمدادات العسكرية. عمل Pigneau أيضًا كمستشار ووزير خارجية فعلي حتى وفاته في عام 1799.عند وفاة Pigneau ، [47] وصفت جنازة جيا لونج الرجل الفرنسي بأنه «أجنبي الأكثر شهرة على الإطلاق في محكمة كوشينشينا». تم دفن Pigneau في حضور ولي العهد ، وجميع الماندرين من المحكمة ، الحارس الشخصي ل 12000 رجل و 40,000 من المعزين.

### التحصينات
بعد استعادة سايغون ، عزز نجوين powernh قوته وأعد تدمير Tây Sơn. كان أعداؤه يداهمون الجنوب ويصادرون حصاد الأرز السنوي ، لذلك كان نجوين أين حريصًا على تعزيز دفاعه. كان أحد الإجراءات الأولى لنجوين آن هو مطالبة الضباط الفرنسيين بتصميم والإشراف على بناء قلعة على الطراز الأوروبي الحديث في سايجون. تم تصميم القلعة من قبل ثيودور ليبرون ودي بويانيل ، مع حشد 30000 شخص لبناءها في عام 1790. تم فرض ضرائب عقابية على سكان المدينة والمندرين على العمل ، وكان العمال يعملون بجد لدرجة أنهم ثاروا. عند الانتهاء ، كان للقلعة الحجرية محيط يبلغ قياسه 4,176 مترًا على طراز فوبان. [66] تحدها القلعة من ثلاث جهات عن طريق المجاري المائية الموجودة مسبقًا ، مما يعزز قدرتها الدفاعية الطبيعية. [67] بعد بناء القلعة ، لم يحاول Tây Sơn مرة أخرى الإبحار أسفل نهر سايغون ومحاولة استعادة المدينة ، حيث أن وجودها قد وهب نغوينه بميزة نفسية كبيرة على خصومه. [68] تولى نغوين آن اهتمامًا شخصيًا شديدًا بالتحصينات ، وأمر مستشاريه الفرنسيين بالسفر إلى المنزل واستعادة الكتب التي تحتوي على أحدث الدراسات العلمية والتقنية حول هذا الموضوع. [69] تم بناء قصر نغوين الملكي داخل القلعة. [70]

### الإصلاح الزراعي والنمو الاقتصادي
مع تأمين المنطقة الجنوبية ، حول نجوين أونه انتباهه إلى الإصلاحات الزراعية. [71] بسبب غارات Tây Sơn البحرية على محصول الأرز عبر الممرات المائية الداخلية ، عانت المنطقة من نقص مزمن في الأرز. [72] على الرغم من أن الأرض كانت خصبة للغاية ، إلا أن المنطقة كانت غير مستغلة زراعيًا بشكل كبير ، حيث احتلها المستوطنون الفيتناميون مؤخرًا نسبيًا. علاوة على ذلك ، تم تقليص الأنشطة الزراعية بشكل كبير خلال الحرب الممتدة مع Tây Sơn. استندت إصلاحات نجوين آنه الزراعية إلى تمديد شكل تقليدي من التوسع الزراعي إلى الجنوب ، أي عين شين ، والذي يترجم تقريبًا إلى «تسوية عسكرية» أو «قبضة عسكرية»، والتركيز على الأصل العسكري لهذا الشكل من الاستعمار. تم استخدام هذه لأول مرة خلال القرن الخامس عشر من عهد Lâ Thánh Tông في التوسع الجنوبي لفيتنام. زودت الحكومة المركزية الوحدات العسكرية بالأدوات الزراعية والحبوب للتغذية والزراعة. ثم تم تكليف الجنود بالدفاع عن الأرض وتطهيرها وزراعتها واضطروا إلى دفع بعض حصادهم كضريبة. في الماضي ، كان الوجود العسكري مطلوبًا لأن الأرض تم الاستيلاء عليها من السكان الأصليين المحتلين. تحت حكم نغوين آنه ، لم يكن التهدئة ضروريًا عادة ولكن النموذج الأساسي ظل كما هو. مُنح المستوطنون أرضًا مملوءة بالمعدات الزراعية وحيوانات العمل والحبوب. بعد عدة سنوات ، طُلب منهم دفع ضريبة الحبوب. قلل البرنامج إلى حد كبير من مساحة الأرض غير المزروعة. نتج عن ذلك فوائض كبيرة من الحبوب ، خاضعة للضريبة من قبل الدولة. [71]
بحلول عام 1800، سمحت الزيادة في الإنتاجية الزراعية لنغوين آنه بدعم جيش كبير يضم أكثر من 30,000 جندي وبحرية تضم أكثر من 1200 سفينة. تم بيع الفائض من مخزن الحبوب الحكومي إلى التجار الأوروبيين والآسيويين لتسهيل استيراد المواد الخام للأغراض العسكرية ، ولا سيما الحديد والبرونز والكبريت. اشترت الحكومة أيضًا سكر الخروع من المزارعين المحليين وتداولوه مقابل الأسلحة من الشركات المصنعة الأوروبية. [25] سمح فائض الغذاء لنجوين engagenh بالمشاركة في مبادرات الرعاية الاجتماعية التي أدت إلى تحسين الروح المعنوية والولاء بين رعاياه ، وبالتالي زيادة قاعدة دعمه. ترسبت فائض الحبوب في مخازن الحبوب التي بنيت على طول الطريق باتجاه الشمال من سايغون ، بعد تقدم جيش نغوين في منطقة تاي سين. سمح ذلك بتغذية قواته من الإمدادات الجنوبية ، بدلاً من تناول الطعام من المناطق التي كان يحاول غزوها أو كسبها. تم منح المناطق المكتسبة حديثًا إعفاءات ضريبية ، وتم تعيين مندوبي Tây Sơn الذين تم تسليمهم في مناصب مكافئة بنفس الرواتب في إدارة نغوين. [25]

### تراكم البحرية

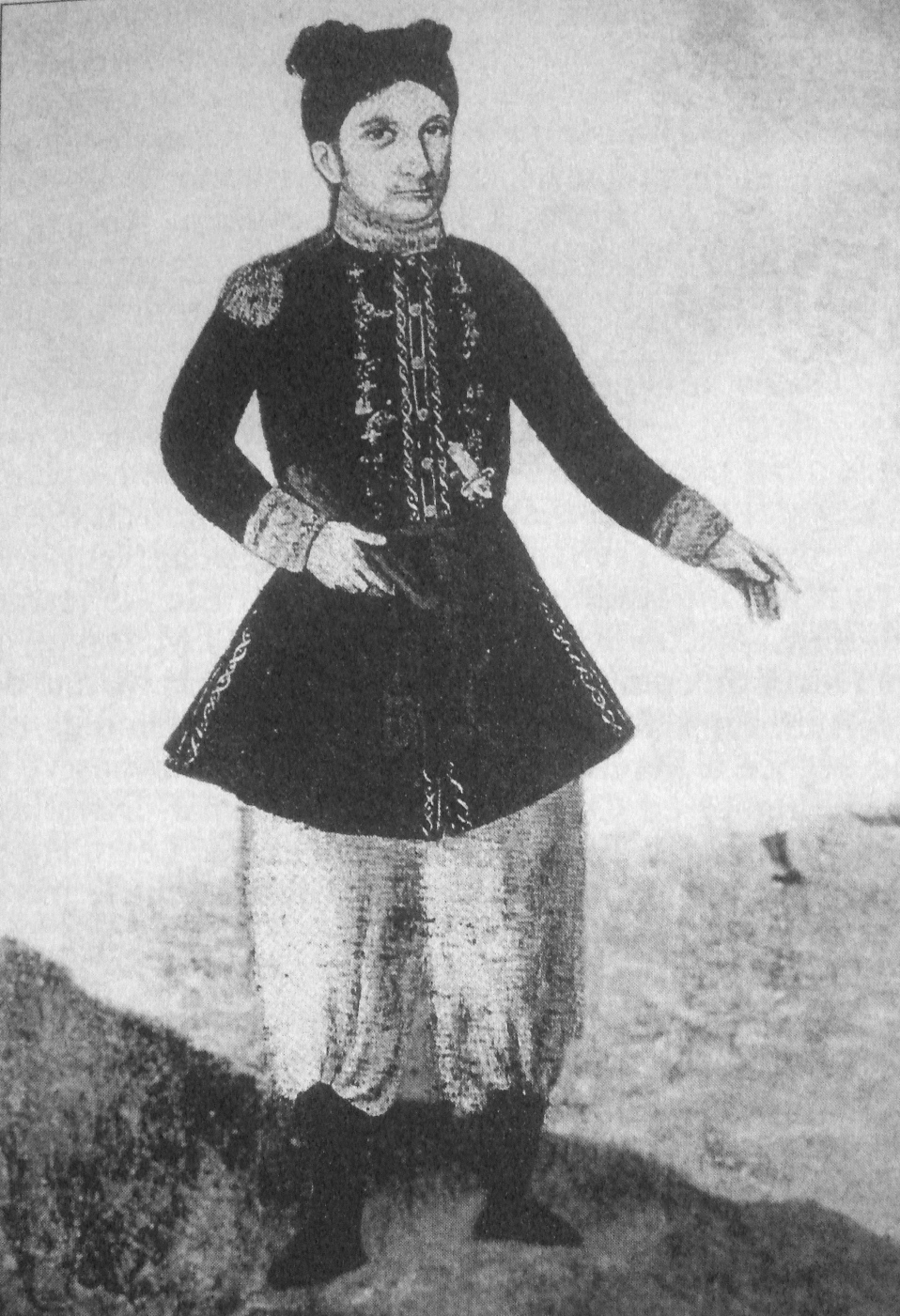
خدم ضابط البحرية الفرنسية جان بابتيست شاينو الإمبراطور جيا لونغ.

استخدم Nguyễn Ánh قاعدته الجديدة لتحسين أسطوله البحري ، الذي كان أصغر بكثير من أسطول Tây Sơn ولم يتمكن حتى الآن من منع غارات الأرز الخاصة بهم. [72] حاول Nguyễn Ánh لأول مرة الحصول على سفن بحرية حديثة في عام 1781، عندما كان بناءً على نصيحة Pigneau ، استأجر سفن برتغالية ذات تصميم أوروبي ، كاملة مع طاقم والمدفعية. أثبتت هذه التجربة الأولية أنها كارثية. لأسباب لا تزال غير واضحة ، فرت اثنتان من السفن في خضم المعركة ضد Tây Sơn ، بينما قتل الجنود الفيتناميون الغاضبون الطاقم الثالث. [72] في عام 1789، عاد Pigneau إلى فيتنام من بونديشيري مع سفينتين ، والتي بقيت في خدمة Nguyễn طويلة الأجل. مع مرور الوقت ، حل البحارة الفيتناميون محل الطاقم الفرنسي والهندي الأصلي تحت قيادة الضباط الفرنسيين. أصبحت هذه السفن الأساس لقوة بحرية نجوين البحرية العسكرية الموسعة والتجار ، مع تأجير نغوين آنه وشراء المزيد من السفن الأوروبية لتعزيز السفن التي بنيت الفيتنامية. ومع ذلك ، ظلت القوارب التقليدية على الطراز الفيتنامي والسفن الشراعية الصغيرة غالبية الأسطول. بحلول عام 1794، كانت تعمل سفينتان أوروبيتان مع 200 قارب فيتنامي ضد Tây Sơn بالقرب من Qui Nhơn. في عام 1799، أفاد تاجر بريطاني باسم بيري أن أسطول نغوين غادر سايغون على طول نهر سايغون مع 100 سفينة و 40 ناقلة و 200 قارب أصغر و 800 ناقلة ، برفقة ثلاثة أقفاص أوروبية. [72] في عام 1801، ذُكر أن إحدى الفرق البحرية شملت تسع سفن أوروبية مسلحة بـ 60 بندقية ، و 5 سفن بها 50 بندقية ، و 40 مع 16 بندقية ، و 100 ذخيرة ، و 119 سفينة شراعية ، و 365 قارباً أصغر. [72]
تم بناء معظم السفن ذات الطراز الأوروبي في حوض بناء السفن الذي كلفه Nguyễn Ánh في Saigon. لقد أبدى اهتمامًا شخصيًا عميقًا بالبرنامج البحري ، حيث أشرف مباشرة على العمل وقضى عدة ساعات يوميًا في رصيف الميناء. أشار أحد الشهود إلى أن «أحد النزعات الرئيسية لطموحه هو العلم البحري ، كدليل على ذلك ، سمع أنه يقول إنه سيبني سفن على الخط الأوروبي». [73] بحلول عام 1792، كانت هناك 15 فرقاطة تحت الإنشاء. مع تصميم يمزج بين المواصفات الصينية والأوروبية ، ومجهزة 14 بندقية. تعلم الفيتناميون العمارة البحرية الأوروبية عن طريق تفكيك سفينة أوروبية قديمة في مكوناتها ، حتى يتمكن بناة السفن الفيتنامية من فهم الجوانب المنفصلة لبناء السفن الأوروبية ، قبل إعادة تجميعها. ثم طبّقوا معرفتهم المكتشفة حديثًا لإنشاء نسخ متماثلة للقوارب. درس Nguyễn Ánh تقنيات النجارة البحرية وقيل إنه ماهر في ذلك ، وتعلم نظرية الملاحة من الكتب الفرنسية التي ترجمها Pigneau ، ولا سيما دينيس ديدروت وجون لو روند داليمبرت Encyclopédie. تم الإشادة على نطاق واسع بحوض سايجون لبناء السفن من قبل المسافرين الأوروبيين.
على الرغم من اعتماده المكثف على الضباط الفرنسيين في المسائل المتعلقة بالتكنولوجيا العسكرية ، فقد حصر نغوين آنه دائرته العسكرية الداخلية على الفيتناميين. شجب الفرنسيون رفضه أخذ مشورتهم التكتيكية. أفاد تشاينيو أن الأوروبيين حثوا نغوين أون باستمرار على اتخاذ المبادرة وشن هجمات جريئة ضد منشآت Tây Sân. رفض نجوين آنه ، مفضلاً المضي قدمًا ببطء ، وتعزيز مكاسبه في منطقة ما وتعزيز قاعدته الاقتصادية والعسكرية ، قبل مهاجمة منطقة أخرى. [58] في السنوات الأربع الأولى بعد تأسيس نفسه في سايغون في عام 1788، ركز نجوين أونه على تشديد قبضته على منطقة جيا دينه وحقول الأرز المنتجة ، وعلى الرغم من أن قواته مارست درجة على السيطرة على مناطق في الشمال مثل خانه هوا ، فو ين وبنه ثوان ، كان وجودهما الرئيسي في المناطق الشمالية بشكل رئيسي من خلال القوات البحرية ولم يتركز على احتلال الأرض. وذلك لأن تلك المناطق لم تكن خصبة للغاية فيما يتعلق بزراعة الأرز وغالبًا ما تتأثر بالمجاعات ، وكان احتلال الأرض يعني التزامًا بتغذية السكان ، مما يفرض ضغوطًا على الموارد. [74] خلال فترة الأربع سنوات هذه ، أرسل نجوين آنه بعثات إلى سيام وكمبوديا وجنوبًا إلى مضيق ملقا وشراء المزيد من المعدات العسكرية الأوروبية.
بمرور الوقت ، قلل نجوين آن تدريجيا الدور العسكري لحلفائه الفرنسيين في ساحة المعركة. [58] في المعركة البحرية في Thi Nai في عام 1792، قاد Dayot الهجوم البحري Nguyễn ، ولكن بحلول عام 1801، كان الهجوم البحري في نفس المنطقة بقيادة Nguyen Van Truong و Vo Duy Nguy و Lê Văn Duyệt ، مع Chaigneau و Vannier ودي Forsans في المناصب الداعمة. تم تنفيذ هجوم المشاة على كوي نهون في عام 1793، وفقا لتاريخ نجوين ، بالتعاون مع «الجنود الغربيين». [58] سجل المصدر نفسه أنه بحلول عام 1801، كانت عمليات نجوين في نفس المنطقة موجهة من قبل الجنرالات الفيتناميين ، في حين كان شاينو وفانييه مسؤولين عن تنظيم خطوط الإمداد.

## توحيد فيتنام
في عام 1792، توفي فجأة الوسط والإخوة بين الإخوة الثلاثة تاي تاي ، نغوين هوي كوانج ترونج ، الذي اكتسب اعترافًا بإمبراطور فيتنام من خلال طرد سلالة لي والصين من شمال فيتنام. استغل نغوين آنه الموقف وهاجم شمالًا. [63] حتى الآن ، فإن غالبية الجنود الفرنسيين الأصليين ، الذين بلغ عددهم ذروته أقل من 80 حسب بعض التقديرات ، قد غادروا. [58] [59] وقعت غالبية المعارك في وحول المدن الساحلية في نها ترانج في وسط فيتنام وكوي نيهين إلى الجنوب في مقاطعة بينه آنه ، مسقط رأس ومعقل مقاطعة تاي سين. [17] [18] بدأ Nguyễn Ánh بنشر أسطوله البحري الموسع والمحدث في غارات على أراضي Tây Sơn الساحلية. غادر أسطوله سايغون وأبحر شمالًا على أساس سنوي خلال شهري يونيو ويوليو ، تحمله رياح جنوبية غربية. تم تعزيز الهجمات البحرية بحملات المشاة. ثم يعود أسطوله جنوبًا عندما تنتهي الرياح الموسمية ، على ظهر رياح شمالية شرقية. [68] أعطت السفن الأوروبية الكبيرة التي تعمل بالرياح البحرية Nguyễn ميزة مدفعية قيادية ، حيث كان لديها مجموعة متفوقة على مدافع Tây Sơn على الساحل. إلى جانب المراكب التقليدية وطاقم كان يحظى بتقدير كبير بسبب انضباطها ومهاراتها وشجاعتها ، [76] تسببت السفن ذات الطراز الأوروبي في أسطول نغوين بمئات الخسائر في مواجهة Tây Sơn في 1792 و 1793. [76]
في عام 1794، بعد حملة ناجحة في منطقة نها ترانج ، أمر نجوين أون دي بويانيل ببناء قلعة في دوين خانه ، بالقرب من المدينة ، بدلاً من التراجع جنوبًا مع نسيم شمالي شرقي موسمي. تم تأسيس حامية نغوين هناك تحت قيادة الابن الأكبر لنغوين آنه وريثه ، نجوين فونك ، بمساعدة من Pigneau و Puymanel. فرض Tây Sơn حصارًا على Duyen Khanh في مايو 1794، لكن قوات Nguyen كانت قادرة على إبعادهم. بعد وقت قصير من انتهاء الحصار ، وصلت التعزيزات من سايغون واستؤنفت العمليات الهجومية ضد تاي سين على النحو الواجب. كانت الحملة هي المرة الأولى التي يتمكن فيها نغوين من العمل في قلب تاين سين خلال موسم غير موات. كان النجاح الدفاعي للقلعة بمثابة نصر نفسي قوي لنغوين ، مما يدل على قدرتهم على اختراق أراضي Tây Sơn في جميع الأوقات من السنة. بعد ذلك شرع نغوين في تآكل ببطء معقل تاي سين. [68]
وقع قتال عنيف في قلعة Qui Nhơn ، حتى تم الاستيلاء عليها في عام 1799 من قبل قوات Nguyen Canh. [47] [49] ومع ذلك ، فقد فقدت المدينة بسرعة ولم تستعاد حتى عام 1801. [62] [63] لعبت القوة النارية المتفوقة للبحرية المحسّنة دورًا حاسمًا في الاستعادة القصوى للمدينة ، حيث دعمت هجومًا بريًا كبيرًا. [76] بعد الاستيلاء على معقلهم في Qui Nhơn ، جاء Tây Sơn ، بقيادة Quang Toan ، ابن Quang Trung ، بسرعة. في يونيو / حزيران ، سقطت مدينة Huế الوسطى - العاصمة السابقة لنغوين - وتوج نغوين آنه إمبراطورًا ، تحت اسم عهد جيا لونغ ، الذي استمده من جيا آنه (سايجون) وتونغ لونغ (هانوي) ترمز إلى التوحيد من شمال وجنوب فيتنام. [47] [63] [77] ثم سرعان ما اجتاح الشمال ، مع أسر هانوي في 22 يوليو 1802. [78] بعد ربع قرن من القتال المتواصل ، وحد جيا لونغ ما يعرف الآن بفيتنام الحديثة ، [63] ورفعت عائلته إلى موقع لم يشغله في السابق الملوك الفيتناميون. [63] لم تكن فيتنام تحتل مساحة كبيرة من قبل. أصبح جيا لونج أول حاكم فيتنامي يسود على أراضي تمتد من الصين في الشمال ، وصولاً إلى خليج سيام وشبه جزيرة كا ماو في الجنوب. [25] قدم جيا لونج التماسًا من أسرة تشينغ الصينية للحصول على اعتراف رسمي ، والذي مُنح على الفور. [63] [79] فشل فرنسا في احترام المعاهدة التي وقعها Pigneau يعني أن فيتنام ليست ملزمة بالتنازل عن الحقوق والحقوق التجارية التي وعدوا بها. [80]
بسبب مذبحة تاي سين ضد العرقيين الصينيين ، تم دعم نغوين من قبل العرقيين الصينيين ضد تاي سين. [81] كان سقوط Tây Sơn وهزيمته على يد Nguyễn Phúc Ánh بسبب الدعم الصيني العرقي لنغوين.

## قاعدة
تمت الإشارة إلى حكم جيا لونج بسبب العقيدة الكونفوشيوسية الصارمة. [83] عند إسقاط Tây Sơn ، ألغى إصلاحاتهم وأعاد فرض نظام التعليم والخدمة المدنية الكونفوشيوسية الكلاسيكي. نقل العاصمة من هانوي في الشمال إلى هوو في وسط فيتنام لتعكس هجرة السكان جنوبًا عبر القرون السابقة. بنى الإمبراطور حصون جديدة وقصرًا في عاصمته الجديدة. باستخدام الخبرة الفرنسية ، قام Gia Long بتحديث قدرات فيتنام الدفاعية. احتراما لمساعدة أصدقائه الفرنسيين ، كان يتسامح مع أنشطة المبشرين الكاثوليك ، وهو أمر كان مقيدًا بشكل متزايد من قبل خلفائه. تحت حكم جيا لونغ ، عززت فيتنام هيمنتها العسكرية في الهند الصينية ، وطردت سيام من كمبوديا وحولتها إلى تابعة. على الرغم من ذلك ، كان انعزاليًا نسبيًا في نظرته إلى القوى الأوروبية.

### إعادة تسمية فيتنام
قرر جيا لونج الانضمام إلى نظام روافد الإمبراطورية الصينية. أرسل سفارة إلى تشينغ الصين ، وطلب تغيير اسم بلده إلى نام فيت (南越). [84] أوضح جيا لونغ أن كلمة Nam Việt مشتقة من An Nam (安南) و Việt Thường (越 裳)، وهما اسمان مستعاران مذكوران في السجلات الصينية القديمة حيث يقعان في شمال وجنوب فيتنام على التوالي ، كرمز إلى توحيد البلاد. رفض إمبراطور تشينغ جيا تشينغ الصيني طلبه لأنه كان له اسم مطابق للمملكة القديمة نام فييت (نانيوي)، واحتوت أراضي نام فييت على ليانغقوانغ حيث كان ينتمي إلى تشينغ الصين في ذلك الوقت. بدلاً من ذلك ، وافق جيا تشينغ على تغييره إلى فييت نام (越南). [85] [84] يحتوي Gia Long's Nami Nam thực lục على المراسلات الدبلوماسية بشأن التسمية. [86]
ومع ذلك ، نسخ جيا لونغ النظام الصيني الإمبراطوري ، معلنا نفسه على النموذج الكونفوشيوسي الصيني ومحاولة إنشاء نظام روافد إمبراطورية فيتنامية. تم استخدام "Trung Quốc" (中國) [الملاحظة 7] كاسم لفيتنام من قبل جيا لونج في عام 1805. [87]
قيل "Hán di hữu hạn" (漢 夷 有限 ، «يجب أن يكون للفيتناميين والبرابرة حدود واضحة») من قِبل الإمبراطور جيا لونغ (Nguyễn Phúc Ánh) عند التفريق بين الخمير والفيتناميين. [88] نفذ مينه مينج سياسة تكامل الثقافات الموجهة ضد الأقليات غير الفيتنامية. [89] تم استخدام Thanh nhân (清人) للإشارة إلى العرقيين الصينيين من قبل الفيتناميين بينما دعا الفيتناميون أنفسهم Hán nhân (漢人) في فيتنام خلال 1800s تحت حكم Nguyễn. [90]

### الهيكل الإداري

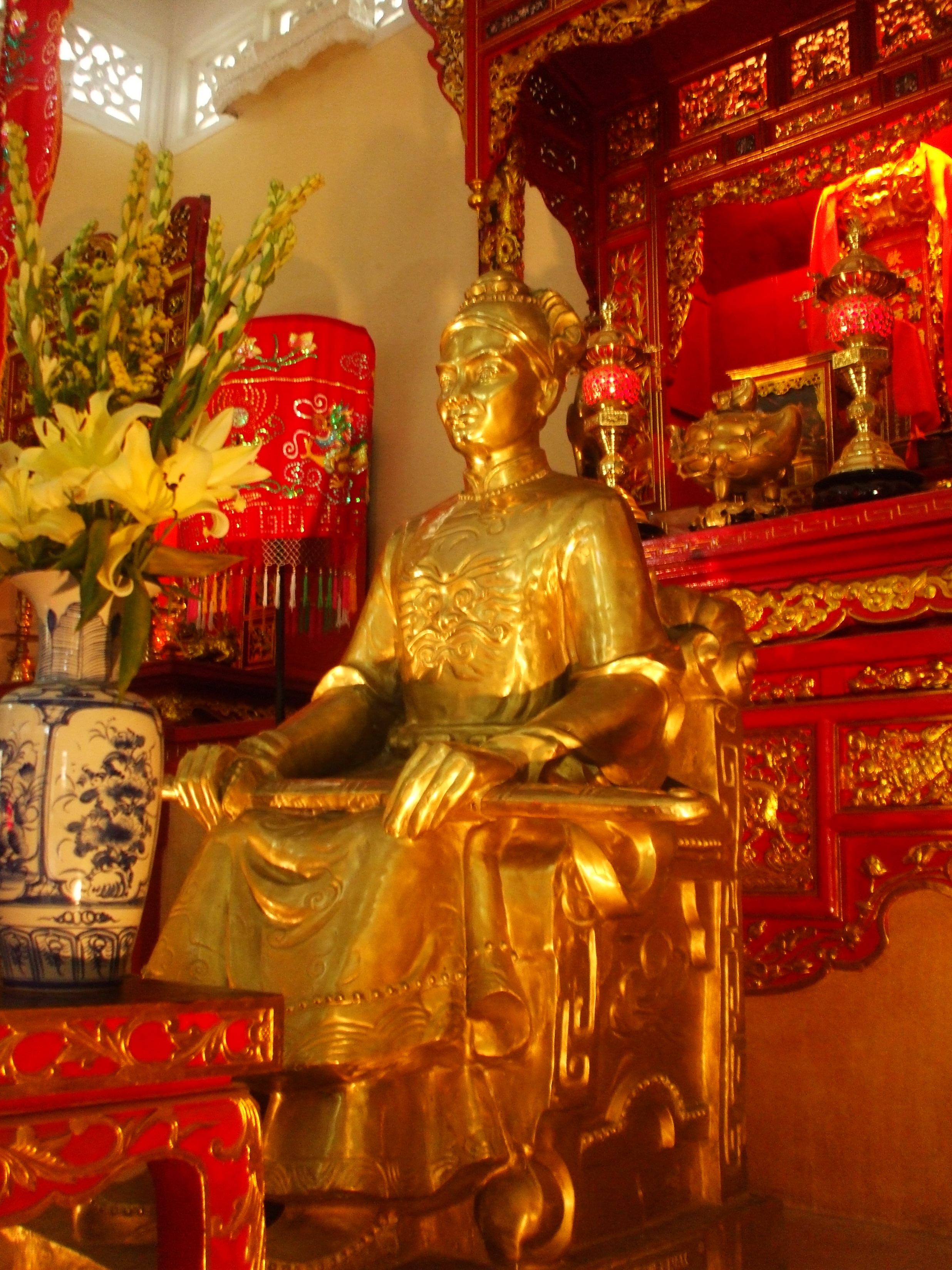
Lê Văn Duyệt ، أطول حراس الخدمة العسكرية وأحدث حامية عسكرية للمقاطعات الأربع في كوشينشينا

خلال حقبة الحرب ، كان نجوين أنه قد حافظ على بيروقراطية جنينية في محاولة لإثبات قدرته على القيادة لدى الناس. بسبب الحرب المستمرة ، كان الضباط العسكريون عمومًا أبرز أعضاء دائرته الداخلية. [91] استمر هذا الاعتماد على الدعم العسكري في الظهور طوال فترة حكمه. [91] تم تقسيم فيتنام إلى ثلاث مناطق إدارية. تشكل الإرث القديم لنغوين الجزء المركزي من الإمبراطورية (فنغ كينه كو)، مع تسع مقاطعات ، حكمت خمس منها مباشرة من قبل جيا لونغ ومندرينس له من هوو. [63] [91] تم تقسيم الإدارة المركزية في هوو إلى ست وزارات: الشؤون العامة والمالية والشعائر والحرب والعدالة والأشغال العامة. كان كل منهم تحت وزير ، يساعده نائبان واثنان أو ثلاثة مستشارين. [63] كان لكل من هذه الوزارات حوالي 70 موظفًا معينين في وحدات مختلفة. [91] شكل رؤساء هذه الوزارات المجلس الأعلى. ساعد أمين الصندوق العام ورئيس الجهاز القضائي الحاكم العام ، الذي كان مسؤولاً عن عدد من المقاطعات. [92] تم تصنيف المقاطعات إلى ترن ودينه. تم تقسيم هذه بدورها إلى phủ و huyện و châu. [92] تم فحص جميع المسائل المهمة من قبل المجلس الأعلى في حضور جيا لونغ. قدم المسؤولون تقاريرهم للمناقشة واتخاذ القرارات. تم اختيار البيروقراطيين المشاركين في المجلس الأعلى من بين كبار المندرين في الوزارات الست والأكاديميات.
تعامل Gia Long مع المناطق الشمالية والجنوبية من فيتنام بحذر ، دون الرغبة في أن يزعزعها مركزية سريعة بعد قرون من الانقسام الوطني. [91] [93] كان تونكين ، مع المقعد الإداري لحاميها العسكري الإمبراطوري (quan tổng trấn) في هانوي ، يضم ثلاثة عشر مقاطعة (tổng trấn Bắc Thành)، وفي دلتا النهر الأحمر ، استمر المسؤولون القدامى في إدارة لو في الحكم. في الجنوب ، كانت سايجون عاصمة للمقاطعات الأربع في كوشينشينا (tổng trấn Nam Hà)، وكذلك مقر الحامي العسكري. [63] [94] كانت القلاع في المدن المعنية تدير مناطق دفاعها العسكري مباشرة. سمح هذا النظام لـ Gia Long بمكافأة مؤيديه الرئيسيين بمناصب قوية للغاية ، مما منحهم استقلالية شبه كاملة في المسائل الإدارية والقانونية العادية. استمر هذا النظام حتى 1831-1832، عندما ركز ابنه مينه مينج الحكومة الوطنية. [94]
في محاولاته لإعادة تأسيس إدارة مستقرة بعد قرون من الحرب الأهلية ، لم يكن جيا لونغ يعتبر مبتكرًا ، فضلًا عن إطار الإدارة التقليدية. [92] [95] عندما قام جيا لونج بتوحيد البلاد ، وصفها تشارلز مايبون بأنها فوضوية: "كانت عجلات الإدارة مشوهة أو لم تعد موجودة ؛ كوادر المسؤولين كانت فارغة ، تم تدمير التسلسل الهرمي ، ولم يتم جمع الضرائب ، وقوائم الممتلكات الجماعية اختفت ، وفقدت ألقاب الملكية ، وهجرت الحقول ؛ ولم تتم صيانة جسور الطرق والمستودعات العامة ؛ وتوقف العمل في المناجم ، وتعطلت إقامة العدل ، وكانت كل محافظة فريسة للقراصنة ، ولم ينتهك القانون ، في حين أن القانون نفسه قد أصبح غير مؤكد.

### العلاقات العسكرية الخارجية
خلال القرنين السابع عشر والثامن عشر ، كانت الإمبراطورية الكمبودية في تدهور ، وهاجر الشعب الفيتنامي جنوبًا إلى دلتا الميكونج ، التي كانت في السابق منطقة خمير. [96] علاوة على ذلك ، تم غزو كمبوديا بشكل دوري من قبل كل من فيتنام وسيام. توغلت كمبوديا بشكل غير مستقر بين قطبي الهيمنة كما تمليها الفتنة الداخلية لجارتيها الأكبر. [97] في عام 1796، توفي أنج إنج ، وهو ملك مؤيد للسيامي ، تاركًا أنغ تشان ، الذي ولد عام 1791. [98] عندما قام جيا لونج بتوحيد فيتنام ، تم منح المهندس استثمارات من قبل سيام من أجل السيطرة على النفوذ الفيتنامي ، [98] ولكن في عام 1803، أشادت بعثة كمبودية بفيتنام في محاولة لاسترضاء جيا لونج ، وهو أمر أصبح روتينًا سنويًا. [98] ] في عام 1807، طلب Ang Chan الاستثمار الرسمي باعتباره تابعًا لـ Gia Long. [99] أجاب جيا لونغ بإرسال سفير يحمل كتاب الاستثمار ، إلى جانب ختم من الفضة المطلية بالذهب. في عام 1812، رفض أنج تشان طلبًا من أخيه أنج سنجون لتقاسم السلطة ، مما أدى إلى تمرد. أرسل صيام قوات لدعم الأمير المتمرد ، على أمل أن يوسعه وينال النفوذ من جيا لونغ على كمبوديا. [99] في عام 1813، استجاب جيا لونغ بإرسال كتيبة عسكرية كبيرة أجبرت سيامي وأنج سنجون على الخروج من كمبوديا. ونتيجة لذلك ، تم تركيب حامية فيتنامية بشكل دائم في القلعة في بنوم بنه ، العاصمة الكمبودية. بعد ذلك ، لم تبذل سيام أي محاولات لاستعادة السيطرة على كمبوديا خلال حكم جيا لونغ. [99] [100]
لم تتحقق أبداً أهداف نابليون لغزو فيتنام كقاعدة لتحدي التفوق البريطاني في الهند ، [101] بعد أن انشغلت طموحات عسكرية واسعة في البر الرئيسي لأوروبا. [99] ومع ذلك ، ظلت فرنسا هي القوة الأوروبية الوحيدة مع متحدثين دائمين في فيتنام خلال فترة حكمه.

### العلاقات التجارية
أتاحت صفقة فاشلة بينيو مع فرنسا جيا لونغ لإبقاء بلاده مغلقة أمام التجارة الغربية. [83] [102] كان Gia Long عمومًا رافضًا للمبادرات التجارية الأوروبية. [103] كان هذا جزءًا من سياسة محاولة الحفاظ على علاقات ودية مع كل قوة أوروبية من خلال منح أفضليات لا شيء. [65] [104] في عام 1804، حاول وفد بريطاني التفاوض على امتيازات تجارية مع فيتنام. كان العرض الوحيد من نوعه حتى عام 1822، وكان هذا هو مدى عدم الاهتمام الأوروبي في آسيا خلال حروب نابليون. كان جيا لونج قد اشترى أسلحة من شركات بريطانية في مدراس وكالكوتا عن طريق الائتمان ، [105] مما دفع شركة الهند الشرقية البريطانية لإرسال جون روبرتس إلى هوو. ومع ذلك ، تم رفض هدايا روبرتس ولم تبدأ المفاوضات للتوصل إلى اتفاق تجاري. ثم تقدمت المملكة المتحدة بطلب للحصول على الحق الحصري في التجارة مع فيتنام والتنازل عن جزيرة تشام بالقرب من فايفو ، [105] والذي تم رفضه ، وكذلك تم الاقتراب من هولندا. كل من هذه المحاولات الفاشلة كانت تعزى إلى تأثير الماندرين الفرنسيين. [106] في عام 1817، أرسل رئيس الوزراء الفرنسي أرماند إيمانويل دو بليسيس السفينة Cybele ، وهي فرقاطة بها 52 قطعة سلاح إلى توران (الآن دا نانغ) «لإظهار التعاطف الفرنسي وتأكيد جيا لونغ على خير ملك فرنسا». [101] ] تم إيقاف قبطان السفينة ، ظاهريًا على أساس البروتوكول لعدم حمل رسالة ملكية من الملك الفرنسي. [101] [107]
احتفظ جيا لونغ بأربعة ضباط فرنسيين في خدمته بعد تتويجه: فيليب فانيير ، وجان بابتيست شاينو ، وفورسان ، والطبيب ديسبياو. أصبح جميع الماندرين رفيعي المستوى وعوملوا جيدًا. [99] تم إعطاؤهم 50 حارسًا شخصيًا لكل منهم ، وتم إعفاءهم من المساكن وتم إعفاؤهم من الاضطرار إلى السجود أمام الإمبراطور. [65] [108] [109] توصيات المسؤولين الفرنسيين في بونديشيري إلى نابليون بونابرت التي تشير إلى أن إعادة إقامة العلاقات الدبلوماسية مع فيتنام كانت عقيمة بسبب الانشغال بالحرب في أوروبا. [65] [99] ومع ذلك ، كان التجار الفرنسيون من بوردو في وقت لاحق قادرين على بدء التجارة مع فيتنام بعد الجهود الإضافية التي بذلها دوك دو ريشيليو.

### السياسات المحلية وأعمال رأس المال

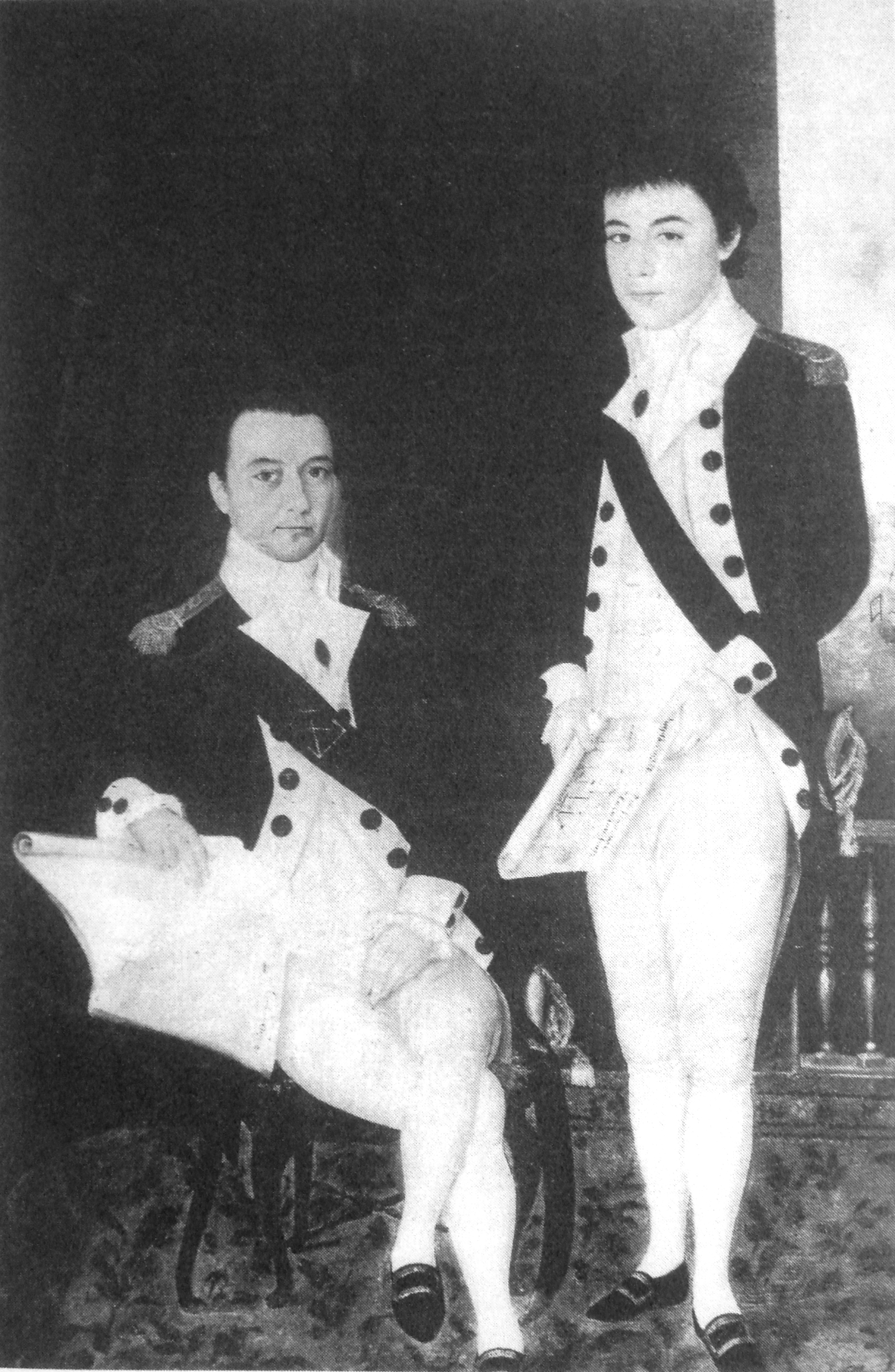
قام جان ماري دايو (يسار) بدور قيادي في تدريب البحرية جيا لونغ.

ألغت جيا لونغ جميع الأراضي الكبيرة من قبل الأمراء والنبلاء وكبار المسؤولين. قام بتفكيك الممارسة التي استمرت 800 عام في دفع المسؤولين ومكافأة أو منح النبلاء بجزء من الضرائب من قرية أو مجموعة منها. [111] تم إصلاح الطرق السريعة الحالية وبناء طرق جديدة ، مع وضع الطريق بين الشمال والجنوب من سايجون إلى لونج سون تحت الترميم. [112] قام بتنظيم خدمة بريدية للعمل على طول الطرق السريعة وتم بناء مخازن عامة للتخفيف من الجوع في السنوات المتأثرة بالجفاف. أصدر Gia Long إصلاحًا نقديًا ونفذ سياسة زراعية أكثر اجتماعيًا. [112] ومع ذلك ، فإن النمو السكاني فاق بكثير نمو مساحة الأرض وزراعتها. [113] كان هناك تركيز ضئيل على الابتكار في التكنولوجيا الزراعية ، وبالتالي فإن التحسينات في الإنتاجية كانت مستمدة بشكل أساسي من زيادة مساحة الأراضي الزراعية. [114]
على الرغم من انتهاء الحرب الأهلية ، فقد قرر جيا لونغ أن يضيف إلى القلعتين اللتين تم تشييدهما تحت إشراف الضباط الفرنسيين. كان جيا لونج مقتنعًا بفعاليتها وخلال فترة حكمه التي استمرت 18 عامًا ، تم بناء 11 قلعة أخرى في جميع أنحاء البلاد. [68] تم بناء الغالبية على طراز Vauban ، مع هندسة خماسية أو سداسية ، في حين تم بناء أقلية ، بما في ذلك تلك الموجودة في Huế ، في تصميم صيني تقليدي من أربعة جوانب. تم بناء القلاع في فينه ، وتان هوا ، وبي نينه ، وها تانه ، وتاي نغوين ، وهوي دونج في الشمال ، وهوا ، وكوانج نغوي ، وخانه هوا ، وبونه أونه في الوسط ، وكان البناء في أشد حالاته في المرحلة المبكرة من عهد جيا لونج - واحد فقط من أصل 11 تم بناؤه في السنوات الست الأخيرة من حكمه. [115] غادر De Puymanel و Lebrun فيتنام قبل نهاية الحرب ، لذلك تم تصميم الحصون من قبل المهندسين الفيتناميين الذين أشرفوا على البناء. تم إنشاء منصب مسئول الإشراف على القلعة في إطار وزارة الحرب وجعله مسؤولاً عن العمل ، مما يؤكد الأهمية التي يوليها جيا لونغ للتحصينات. [116] شاب برنامج التحصينات في Gia Long الاتهامات بأن الناس عملوا طوال اليوم وجزءاً من الليل في جميع الظروف الجوية ، [117] ونتيجة لذلك ، سقطت الأرض. كانت شكاوى فساد الماندرين والضرائب القمعية موجهة في كثير من الأحيان إلى حكومته. [107] بعد التتويج ، قام جيا لونج بتخفيض أسطوله البحري بشكل كبير وبحلول عام 1810، كانت اثنتان فقط من السفن ذات الطراز الأوروبي لا تزال في الخدمة. يُعزى تقليص حجم القوات البحرية بشكل أساسي إلى قيود الميزانية الناجمة عن الإنفاق الكبير على التحصينات والبنية التحتية للنقل مثل الطرق والسدود والقنوات. ومع ذلك ، في عام 1819، تم إطلاق مرحلة جديدة من بناء السفن ، مع إشراف Gia Long شخصيًا على أحواض بناء السفن.

### السياسة الاجتماعية
من أجل تدريب وتعيين المسؤولين الحكوميين ، أحيا جيا لونغ امتحانات المحكمة الكونفوشيوسية التي ألغيت من قبل Tây Sơn. في عام 1803، أسس الأكاديمية الوطنية (Quốc Tử Giám) في Huế. كان هدفه هو تثقيف أبناء الماندرين والطلاب الجدارة في الأدب الكلاسيكي الكونفوشيوسي. [94] في عام 1804، أصدرت جيا لونغ مراسيم لتأسيس مدارس مماثلة في المقاطعات ، وكذلك مبادئ توجيهية لتنظيم هيئة التدريس والمناهج. عيّن مديري التعليم (quan đốc học) للإشراف على نظام التعليم في المقاطعة وعملية اختيار امتحانات القبول في الأكاديمية الوطنية ، ابتداءً من عام 1802. وساعد المديرون المديرون المساعدون والمديرون المساعدون (phó đốc học أو trợ-giáo)). أوضح جيا لونغ لمحكمته في عام 1814 أن الهدف كان إنشاء كادر من المسؤولين المتعلمين كلاسيكيين والموالين سياسيا:
المدارس هي حيث يمكن العثور على الرجال من المواهب. ورغبة في أن أتبع مثال الملوك السابقين ، أنشأت مدارس لكي ينشأ الرجال الموهوبون والمعلمون ومن ثم قد توظفهم الدولة. [94]
في 1807، افتتح جيا لونغ أول امتحانات الخدمة المدنية التي عقدت في عهد أسرة نغوين ، التي نظمت على المستوى الإقليمي. [94] منذ ذلك الحين ، تركزت عملية التدريب والاختيار للبيروقراطية الإمبراطورية إلى حد كبير على الامتحانات. [94] تألفت المناهج الدراسية للامتحانات من أربعة كتب وخمسة كلاسيكيات ، [94] والتي ركزت على التاريخ الصيني المؤدي إلى عهد أسرة سونغ ، مع اعتبار المعرفة الأخرى غير ذات صلة. [118]
أصدر جيا لونغ قانونًا قانونيًا جديدًا ليحل محل النظام الذي كان موجودًا منذ عهد هونغ دوك في ليه تان تونغ في القرن الخامس عشر. [118] بدأ العمل في عام 1811 تحت مجموعة من العلماء بقيادة نجوين فين تان ، وفي عام 1815، تم إصدار Bộ luật Gia Long (كود Gia Long). [118] على الرغم من أن جيا لونج ادعى أن نظامه الجديد كان مزيجًا من نظام Le code ونظام أسرة Qing في الصين ، إلا أن معظم العلماء يعتبرونه نسخة شبه كاملة من رمز Qing. [118] تمت ترجمة الرمز لاحقًا إلى الفرنسية بواسطة Paul-Louis-Félix Philastre. [108] [119] ركزت على تعزيز قوة الإمبراطور وسلطته ، واليوسفي ، ووحدة الأسرة التقليدية. في حالات الجرائم الخطيرة ، لا سيما تلك المرتكبة ضد الدولة ، تم فرض عقوبة جماعية على أسرة المدان ، بما في ذلك عقوبة الإعدام.

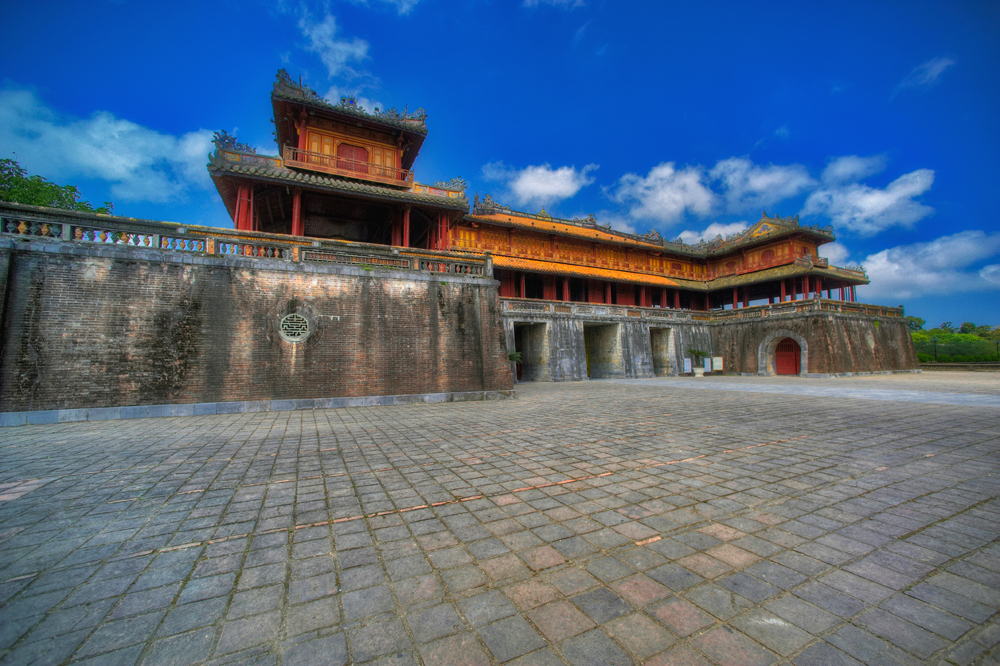
مدخل قصر Gia Long ومجمع القلعة في Huế.

والآن بعد أن توحدت فيتنام ، انتقل مركز ثقل البلد إلى الجنوب ، بعد قرون من الهجرة والفتح في الجنوب ، [96] لذا نقل جيا لونغ مقر الحكومة من هانوي إلى هوو. [92] أعاد جيا لونغ بناء قلعة فو زوان القديمة إلى معقل الحصن. [121] كان الهيكل على شكل مربع 2.5 كيلومتر لكل جانب. [108] كان مغطى بالحصى 9 أمتار مع البناء وحمايتها من معاقل جاحظ ، دافع عن كل من 36 بندقية. [108] كانت الجهة الخارجية والداخلية محاطة وعززتها سلسلة من الخنادق. تضمن المدافعون عن القلعة قوات من الفيل تضم 800 جندي. [108] تم اتخاذ هيكل القصر الجديد والبروتوكول والزي الرسمي مباشرة من أساليب أسرة تشينغ ، وكان المقصود من قصره وحصنه أن يكون نسخة أصغر من المدينة المحرمة الصينية في 1800s. [65] [122]
جيا لونغ تسامح مع الإيمان الكاثوليكي لحلفائه الفرنسيين وسمحت بالقيام بالأنشطة التبشيرية دون عائق احتراما لمحبيه. [123] سيطر الأسبان على النشاط التبشيري في تونكين والفرنسية في المناطق الوسطى والجنوبية. [108] في وقت وفاته ، كان هناك ستة أساقفة أوروبيين في فيتنام. [108] يقدر عدد المسيحيين بنحو 300000 في تونكين و 60,000 في كوشينشينا. [124] ومع ذلك ، أعرب عن استيائه من الإدانة الكاثوليكية لعبادة الأسلاف التقليدية ، وهي مبدأ أساسي في الثقافة الفيتنامية. [125] كان جيا لونغ معروفًا أيضًا باحتقاره للبوذية ، وهي الديانة التي تمارسها غالبية السكان. على الرغم من شعبيتها بين السيدات في المحكمة ، غيا لونغ في كثير من الأحيان تقييد أنشطة البوذيين.
في أغسطس 1802، قام جيا لونج بالانتقام من قيادة تاي سين الأسير الذي أعدم عائلته في سبعينيات القرن التاسع عشر. تم إعدام أفراد الأسرة الباقين على قيد الحياة وكبار جنرالاتها وعائلاتهم. [127] تم استخراج بقايا كوانغ ترونج وملكته وتدنيسهم ، وكان ابنه ، آخر ملوك تاي سين كوانج تون ، مرتبطًا بأربعة أفيال ومزقتها. [47] [64] ألغى Gia Long التغييرات التي سنتها Quang Trung وعادت إلى العقيدة الكونفوشيوسية السابقة. وشمل ذلك إعادة الخدمة المدنية إلى طليعة صنع القرار ، قبل الجيش ، وعكس إصلاحات التعليم في كوانغ ترونج ، التي وضعت العلم قبل دراسة الأدب الكونفوشيوسي.

## الأسرة والخلافة

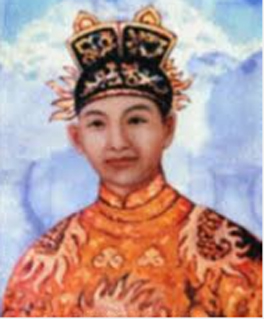
مينه مونج ، الابن الرابع لجيا لونغ وخلفه.

كان لدى جيا لونغ العديد من الزوجات ، لكن أشهر القرينات هي الإمبراطورة ثا ثين ، والإمبراطورة ثون ثين ، وكونسورت ليه نجوك بونه. في عام 1780، أثناء الحرب ضد Tây Sơn ، تزوج من Tịng Thị Lan ، ابنة جنرال نجوين. أنجبت منه ولدين ، الأول هو نغوين فيك تشيو ، الذي توفي بعد وقت قصير من ولادته في جزيرة Phố Quốc ، ولاحقًا ولي العهد الأمير نغوين فيش كانيه. بعد صعود جيا لونغ إلى العرش ، أصبحت قرينة الإمبراطورة وحصلت على لقب الإمبراطورة ثيا ثين بعد وفاتها. [129] في حوالي عام 1781، خلال الحرب مع تاي سين ، تزوج من زوجته الثانية تران ثانغ ، ابنة أحد وزرائه. أنجبت له ثلاثة أبناء ، نغوين فيك أوم ، نغوين فوك داي ونغوين فوك تشان ، ومنحت بعد وفاتها لقب الإمبراطورة ثين ثين. [130] بعد غزوه لفيتنام ، أخذ جيا لونغ زوجته الثالثة ، لي نجك بونه. هي ابنة Lê Hiển Tông ، الإمبراطور الثاني لآخر سلالة Lê ، وقد خطبها الإمبراطور Quang Trung لابنه Quang Toản. بعد أن هزم جيا لونج تاي سين وأعدم كوانغ توان ، أخذها زوجته. حمل بينه اثنين من الأمراء ، نغوين فوك تشيوان ونغوين فوك كو ، والأميرات آن نغيا نجوك نجون ، وبلدي خوي نجوك خوي. [131] كان لدى جيا لونغ ما يقرب من 100 محظية كانت بناتًا لمندرين له ؛ جيا لونغ لم يحبذ تعدد الزوجات لكنه فعل ذلك لضمان ولاء دائرته الداخلية. [129]
عندما توفي ولي العهد نجوين كان بسبب مرض الجدري خلال الحرب ضد تاي سين ، كان من المفترض أن نجل كان كان سيخلف جيا لونج كإمبراطور ، ولكن في عام 1816 تم تعيين نغوين فيتش ، ابن زوجته الثانية ، وحُكم عليه بدلاً من ذلك. مينه مينج. [132] اختاره جيا لونغ بسبب شخصيته القوية ونفوره العميق من الغربيين ، في حين أن نسب كان كان قد تحولت إلى الكاثوليكية وكانوا مترددين في الحفاظ على تقاليدهم الكونفوشيوسية مثل عبادة الأسلاف. قبل انضمامه ، قيل إن نغوين فيش قد امتدح اليابانيين لطردهم والقضاء على المسيحية من بلادهم. [133] طلب جيا لونج من ابنه أن يعامل الأوروبيين باحترام ، لا سيما الفرنسيين ، ولكن ليس لمنحهم أي موقف من الغالبية. توفي جيا لونغ في 3 فبراير 1820 ودُفن في مقبرة ثين ثو وتم تسميته بعد وفاته باسم Thế Tổ Cao Hoàng đế.

## وصلات خارجية
- جيا لونغ على موقع الموسوعة البريطانية (الإنجليزية)